# Lacul Dracului
Lacul Dracului este o arie protejată de interes național ce corespunde categoriei a IV-a IUCN (rezervație naturală de tip botanic), situată în județul Harghita, pe teritoriul administrativ al comunei Cârța.

## Localizare
Aria naturală se află în partea nord-vestică a Depresiunii Ciucului și cea centrală a județului Harghita, în vestul satului Cârța, aproape de drumul județean DJ138, care leagă localitatea Zetea de satul Suseni.

## Descriere
Rezervația naturală inclusă în situl Natura 2000 - Harghita-Mădăraș, a fost declarată arie protejată prin Legea Nr. 5 din 6 martie 2000 publicată în Monitorul Oficial al României Nr. 152 din 12 aprilie 2000 (privind aprobarea planului de amenajare a teritoriului național - Secțiunea a III-a -  arii protejate) și se întinde pe o suprafață de 20 de hectare.
Aria naturală aflată în nordul Munților Harghitei, reprezintă o zonă umedă (mlaștini) ce adăpostește o mare varietate forestieră și ierboasă de turbărie cu specii de: răchită (Salix pentandra), bumbăcăriță (Eriophorum vaginatum) sau churechi de munte (Ligularia sibirica).